# Kreisreform Brandenburg 1993
Bei der Kreisreform in Brandenburg am 6. Dezember 1993 wurde die Anzahl der brandenburgischen Landkreise von 38 auf 14 verringert. Die kreisfreien Städte Brandenburg an der Havel, Cottbus, Frankfurt (Oder) und Potsdam wurden um umliegende Gemeinden vergrößert und behielten ihren Status, während Eisenhüttenstadt in den neuen Landkreis Oder-Spree und Schwedt/Oder in den neuen Landkreis Uckermark eingegliedert wurden. Die Anzahl der kreisfreien Städte sank somit von sechs auf vier.

## Übersicht der alten Landkreise
| Landkreis/kreisfreie Stadt   | Fläche in km² | Einwohner | Ew/km² | Kennzeichen |
| ---------------------------- | ------------- | --------- | ------ | ----------- |
| Angermünde                   | 915           | 34.000    | 37     | ANG         |
| Bad Freienwalde              | 588           | 37.000    | 63     | FRW         |
| Bad Liebenwerda              | 600           | 53.000    | 88     | LIB         |
| Beeskow                      | 941           | 37.000    | 39     | BSK         |
| Belzig                       | 913           | 33.000    | 36     | BEL         |
| Bernau                       | 758           | 73.000    | 96     | BER         |
| Brandenburg (Landkreis)      | 882           | 36.000    | 41     | BRB         |
| Brandenburg (Stadt)          | 167           | 94.000    | 563    | BRB         |
| Calau                        | 618           | 56.000    | 91     | CA          |
| Cottbus (Landkreis)          | 727           | 43.000    | 59     | CB          |
| Cottbus (Stadt)              | 48            | 128.000   | 2667   | CB          |
| Eberswalde                   | 714           | 82.000    | 115    | EW          |
| Eisenhüttenstadt (Landkreis) | 537           | 20.000    | 37     | EH          |
| Eisenhüttenstadt (Stadt)     | 54            | 53.000    | 981    | EH          |
| Finsterwalde                 | 645           | 56.000    | 87     | FI          |
| Forst                        | 307           | 38.000    | 124    | FOR         |
| Frankfurt (Stadt)            | 148           | 87.000    | 588    | FF          |
| Fürstenwalde                 | 924           | 105.000   | 114    | FW          |
| Gransee                      | 945           | 43.000    | 46     | GRS         |
| Guben                        | 381           | 43.000    | 113    | GUB         |
| Herzberg                     | 667           | 36.000    | 54     | HZ          |
| Jüterbog                     | 766           | 36.000    | 47     | JB          |
| Königs Wusterhausen          | 726           | 87.000    | 120    | KW          |
| Kyritz                       | 809           | 34.000    | 42     | KY          |
| Lübben                       | 806           | 32.000    | 40     | LN          |
| Luckau                       | 703           | 29.000    | 41     | LC          |
| Luckenwalde                  | 588           | 44.000    | 75     | LUK         |
| Nauen                        | 894           | 77.000    | 86     | NAU         |
| Neuruppin                    | 1.264         | 65.000    | 51     | NP          |
| Oranienburg                  | 857           | 130.000   | 152    | OR          |
| Perleberg                    | 1.066         | 74.000    | 69     | PER         |
| Potsdam (Landkreis)          | 738           | 99.000    | 134    | P           |
| Potsdam (Stadt)              | 101           | 142.000   | 1406   | P           |
| Prenzlau                     | 795           | 43.000    | 54     | PZ          |
| Pritzwalk                    | 762           | 32.000    | 42     | PK          |
| Rathenow                     | 818           | 63.000    | 77     | RN          |
| Schwedt (Stadt)              | 76            | 52.000    | 684    | SDT         |
| Seelow                       | 842           | 39.000    | 46     | SEE         |
| Senftenberg                  | 598           | 115.000   | 192    | SFB         |
| Spremberg                    | 349           | 43.000    | 123    | SPB         |
| Strausberg                   | 689           | 90.000    | 131    | SRB         |
| Templin                      | 996           | 35.000    | 35     | TP          |
| Wittstock                    | 574           | 24.000    | 42     | WK          |
| Zossen                       | 766           | 75.000    | 98     | ZS          |

## Neue Landkreise
Die Neugliederung der Landkreise wurde durch das Gesetz zur Neugliederung der Landkreise und kreisfreien Städte im Land Brandenburg festgelegt, welches am 24. Dezember 1992 verkündet wurde. Die Namen und Kreisstädte wurden durch vierzehn Einzelgesetze bestimmt, die am 22. April 1993 verkündet wurden.

### Landkreis Barnim
Der Landkreis Barnim mit der Kreisstadt Eberswalde wurde gebildet aus:
- dem bisherigen Landkreis Bernau
- dem bisherigen Landkreis Eberswalde ohne die Gemeinde Bölkendorf
- den Gemeinden Hohensaaten und Tiefensee aus dem bisherigen Landkreis Bad Freienwalde

### Landkreis Dahme-Spreewald
Der Landkreis Dahme-Spreewald mit der Kreisstadt Lübben wurde gebildet aus:
- dem bisherigen Landkreis Königs Wusterhausen
- dem bisherigen Landkreis Lübben
- dem bisherigen Landkreis Luckau ohne das Amt Dahme
- dem Amt Lieberose des Landkreises Beeskow
- der Gemeinde Telz des Kreises Zossen
- der Gemeinde Wernsdorf des Kreises Fürstenwalde

### Landkreis Elbe-Elster
Der Landkreis Elbe-Elster mit der Kreisstadt Herzberg (Elster) wurde gebildet aus:
- dem bisherigen Landkreis Bad Liebenwerda
- dem bisherigen Landkreis Finsterwalde
- dem bisherigen Landkreis Herzberg ohne die Gemeinde Schöna-Kolpien

### Landkreis Havelland
Der Landkreis Havelland mit der Kreisstadt Rathenow wurde gebildet aus:
- dem bisherigen Landkreis Nauen
- dem bisherigen Landkreis Rathenow

### Landkreis Märkisch-Oderland
Der Landkreis Märkisch-Oderland mit der Kreisstadt Seelow wurde gebildet aus:
- dem bisherigen Landkreis Bad Freienwalde ohne die Gemeinden Tiefensee und Hohensaaten
- dem bisherigen Landkreis Seelow
- dem bisherigen Landkreis Strausberg
- der Gemeinde Rüdersdorf aus dem bisherigen Landkreis Fürstenwalde

### Landkreis Oberhavel
Der Landkreis Oberhavel mit der Kreisstadt Oranienburg wurde gebildet aus:
- dem bisherigen Landkreis Gransee ohne die Gemeinde Keller
- dem bisherigen Landkreis Oranienburg

### Landkreis Oberspreewald-Lausitz
Der Landkreis Oberspreewald-Lausitz mit der Kreisstadt Senftenberg wurde gebildet aus:
- dem bisherigen Landkreis Calau
- dem bisherigen Landkreis Senftenberg

### Landkreis Oder-Spree
Der Landkreis Oder-Spree mit der Kreisstadt Beeskow wurde gebildet aus:
- dem bisherigen Landkreis Beeskow (ohne das Amt Lieberose)
- dem bisherigen Landkreis Eisenhüttenstadt
- dem bisherigen Landkreis Fürstenwalde ohne die Gemeinden Rüdersdorf und Wernsdorf
- der bisherigen kreisfreien Stadt Eisenhüttenstadt

### Landkreis Ostprignitz-Ruppin
Der Landkreis Ostprignitz-Ruppin mit der Kreisstadt Neuruppin wurde gebildet aus:
- dem bisherigen Landkreis Kyritz ohne das Amt Gumtow
- dem bisherigen Landkreis Neuruppin
- dem bisherigen Landkreis Wittstock
- den Gemeinden Blumenthal, Grabow und Rosenwinkel des Landkreises Pritzwalk
- der Gemeinde Keller des Landkreises Gransee

### Landkreis Potsdam-Mittelmark
Der Landkreis Potsdam-Mittelmark mit der Kreisstadt Bad Belzig wurde gebildet aus:
- dem bisherigen Landkreis Belzig
- dem bisherigen Landkreis Brandenburg
- dem bisherigen Landkreis Potsdam
- dem Amt Treuenbrietzen

### Landkreis Prignitz
Der Landkreis Prignitz mit der Kreisstadt Perleberg wurde gebildet aus:
- dem bisherigen Landkreis Perleberg
- dem bisherigen Landkreis Pritzwalk ohne die Gemeinden Blumenthal, Grabow und Rosenwinkel
- dem Amt Gumtow des Landkreises Kyritz

### Landkreis Spree-Neiße
Der Landkreis Spree-Neiße mit der Kreisstadt Forst wurde gebildet aus:
- dem bisherigen Landkreis Cottbus
- dem bisherigen Landkreis Forst
- dem bisherigen Landkreis Guben
- dem bisherigen Landkreis Spremberg

### Landkreis Teltow-Fläming
Der Landkreis Teltow-Fläming mit der Kreisstadt Luckenwalde wurde gebildet aus:
- dem bisherigen Landkreis Jüterbog ohne das Amt Treuenbrietzen
- dem Landkreis Luckenwalde ohne das Amt Treuenbrietzen
- dem bisherigen Landkreis Zossen ohne die Gemeinde Telz
- dem Amt Dahme des Landkreises Luckau

### Landkreis Uckermark
Der Landkreis Uckermark mit der Kreisstadt Prenzlau wurde gebildet aus:
- dem bisherigen Landkreis Angermünde
- dem bisherigen Landkreis Prenzlau
- dem bisherigen Landkreis Templin
- der bisherigen kreisfreien Stadt Schwedt
- der Gemeinde Bölkendorf des Landkreises Eberswalde